# Dino weberi
Dino weberi – gatunek kosarza z podrzędu Laniatores i rodziny Epedanidae. Jedyny znany przedstawiciel monotypowego rodzaju Dino.

## Występowanie
Gatunek endemiczny dla Sumatry.